# Вырка (средний приток Оки)
Вырка — река в России, протекает по Белёвскому району Тульской области. Левый приток Оки.

## География
Река Вырка берёт начало у села Карачево. Течёт на восток и впадает в Оку выше села Сныхово. Устье реки находится в 1230,9 км по правому берегу реки Оки. Длина реки составляет 15 км, площадь водосборного бассейна — 48,2 км².

## Данные водного реестра
По данным государственного водного реестра России относится к Окскому бассейновому округу, водохозяйственный участок реки — Ока от города Белёв до города Калуга, без рек Упа и Угра, речной подбассейн реки — бассейны притоков Оки до впадения Мокши. Речной бассейн реки — Ока.